# Slagelseskatten
Slagelseskatten er et depotfund fra middelalderen, der blev fundet i Slagelse på Vestsjælland i 1882. Det er det største fund af guld, fra middelalderen i Danmark.
Fundet består af 186 europæiske guldmønter, 269 europæiske sølvmønter, fire sølvbarrer, 4 spænder af guld og sølv, 16 hægter og forskellige smykker til at sy på tøjet, bl.a. sølvperler med filigran og sølvknapper samt adskillige guldringe; én med safir, én med ametyst, én med perle, én med fransk indskrift, én med med Kristushoved og én med havsnegl. Særligt safirringen var formen, idet stenen er stor og importeret fra Sri Lanka. Typen har ofte været anvendt af kongelige og biskopper. De yngste mønter er to gylden fra Nürnberg fra 1372, så skatten er gemt efter dette år. En række af hægterne er udformet som to løver, der holder et våbenskjold imellem sig. De ligner de våben som brugtes af  adelsslægterne Bille, Galen, Grubbe og Hvide. Det er usædvanligt, at en skat fra middelalderen indeholder smykker fra forskellige slægter. Det er nogle af de mest enkle våben, så der er grund til at tro at det er helt anonyme våbentyper, fremstillet udelukkende som pynt.  Skatten har udgjort en meget stor værdi, og den har sandsynligvis tilhørt en eller flere personer i samfundets top. Arkæologen Martin Pavon fra Museum Vestsjælland har fremsat en teori om, at skatten kan have tilhørt den rige Tue Galen, der tjente under Margrete 1. som Skånes gælker, der var en form for finansminister. Galen faldt dog i unåde og endte med at miste både sin titel og flere herregårde, som han ejede. Skatten er også sat i forbindelse med valget af Margretes søn Oluf som konge i Slagelse i 1376.
Slagelseskatten blev fundet under et teglstensgulv i kælderen på en bygning i Smedegade ved Gammeltorv. Bygningen var ejet af købmanden Peter Thomsen, og han var i gang med at få den bygget om. De to arbejdsmænd, der fandt skatten, fik et stort beløb i danefægodtgørelse, som udgjorde mere end deres årsløn. Dagen efter udstillede Thomsen fundene i sin købmandsforretningen på Fisketorvet, inden han indleverede det til Nationalmuseet i København.
Skatten er udstillet på Nationalmuseet i København. I 2019 forsøgte byrådet i Slagelse at få skatten udstillet i Slagelse, men pga. skattens unikke beskaffenhed kunne Nationalmuseet ikke tillade udlånet, og derfor blev det i stedet foreslået at få fremstillet en kopi af skatten til at udstille i byen.